# Hombourg
Hombourg (deutsch Homburg, elsässisch Humburg) ist eine französische Gemeinde mit 1364 Einwohnern (Stand 1. Januar 2022) im Département Haut-Rhin in der Region Grand Est (bis 2015 Elsass).
Im Forêt domaniale de la Hardt Sud wechselt der vom Süden kommende Rhein-Rhône-Kanal seine Richtung nach Westen. . Am Rheinseitenkanal liegt eine Industriezone. Hombourg grenzt im Osten an Neuenburg am Rhein in Deutschland. Die nördliche Nachbargemeinde ist Ottmarsheim, südlich liegt Petit-Landau, die westlichen Nachbargemeinden sind Habsheim und Rixheim.

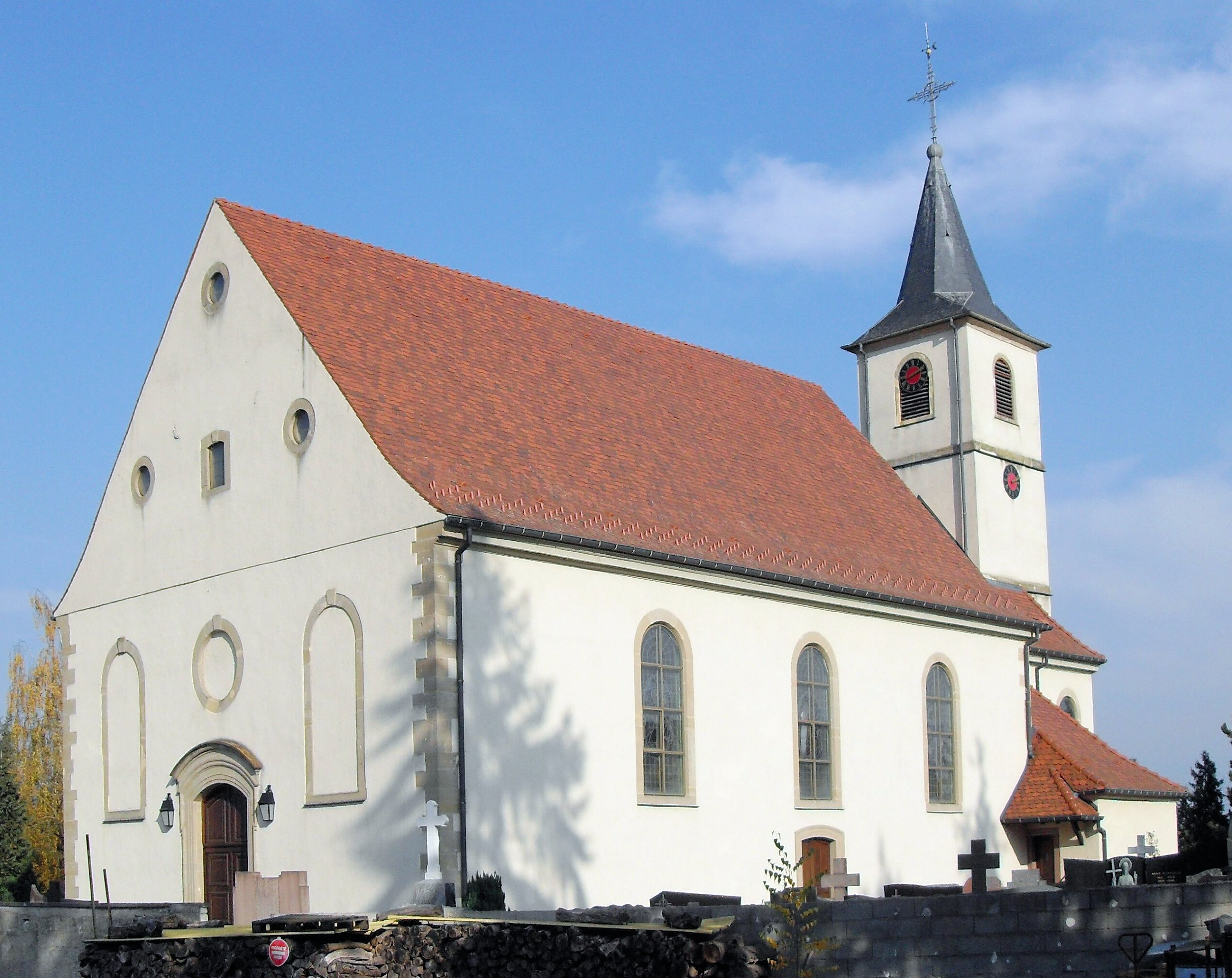
Kirche St. Nikolaus
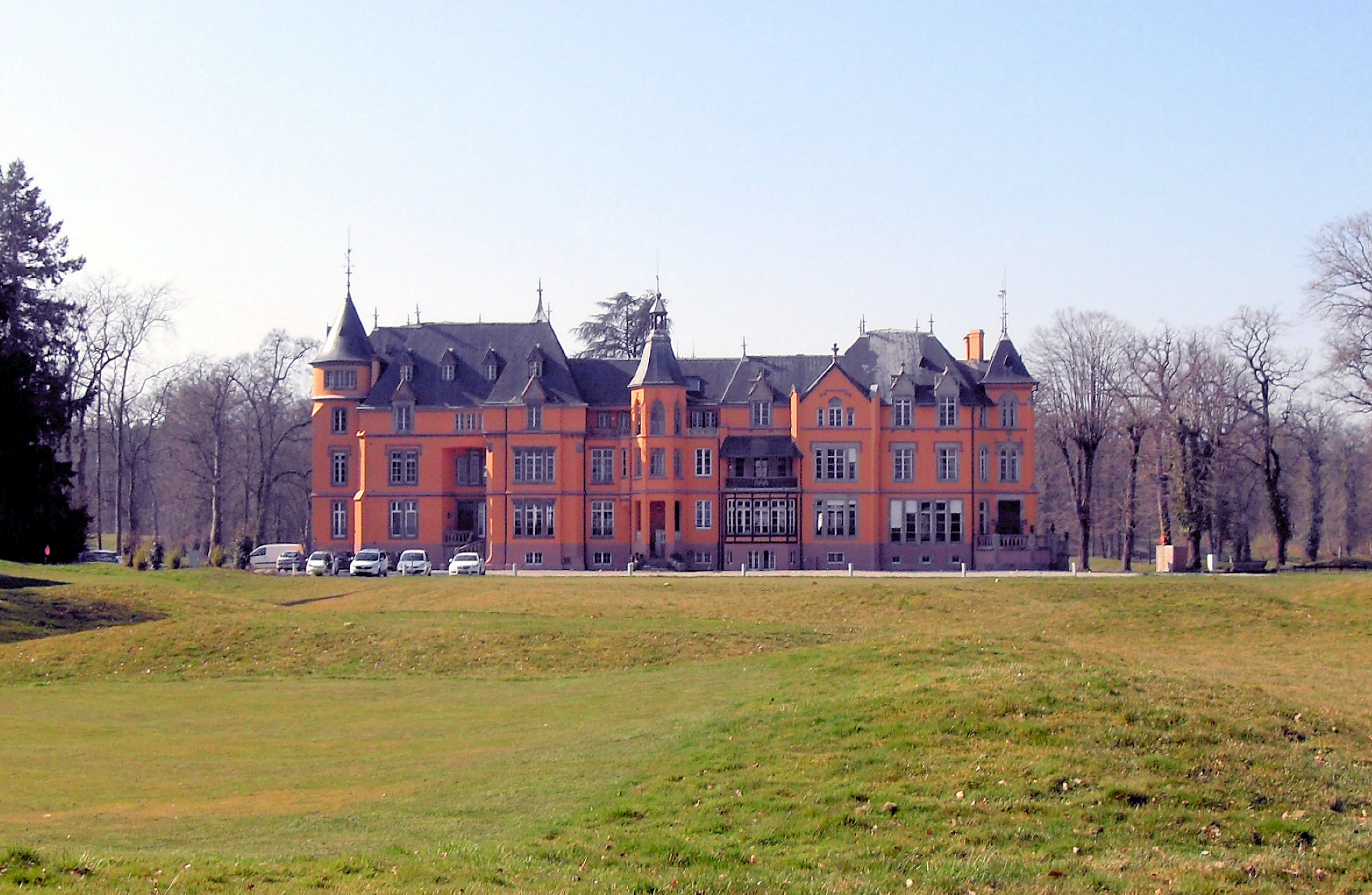
Schloss Hombourg
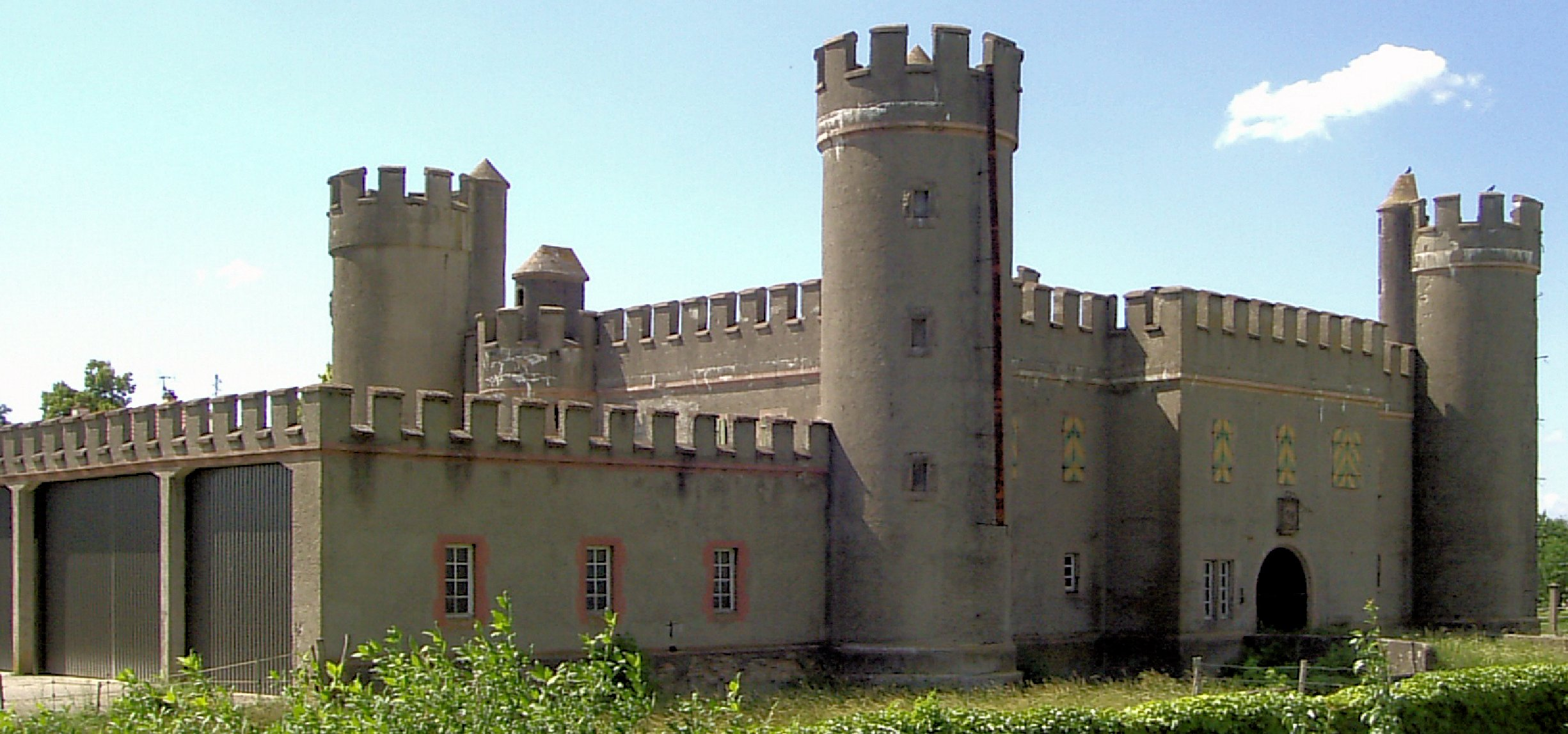
Château Burrus

Die Gemeinde nennt sich selbst „La Capitale du Golf“ – auf ihrem Gelände gibt es eine 18-Loch-Anlage am Schloss Hombourg, seit 2008 eine zweite. Sie gehören zum Drei-Thermen-Golf-Resort mit Sitz in Bad Bellingen, wo zwei weitere 18-Loch-Anlagen liegen.

## Geschichte
Erste urkundliche Erwähnung 1227 als „Hamberg“. Der Ort gehörte zum elsässischen Besitz der Habsburger, der 1648 an Frankreich ging. Ortsherren waren bis 1418 die Herren von Butenheim, dann bis zur Französischen Revolution von 1789 die Andlauer. Im Zweiten Weltkrieg stark zerstört.

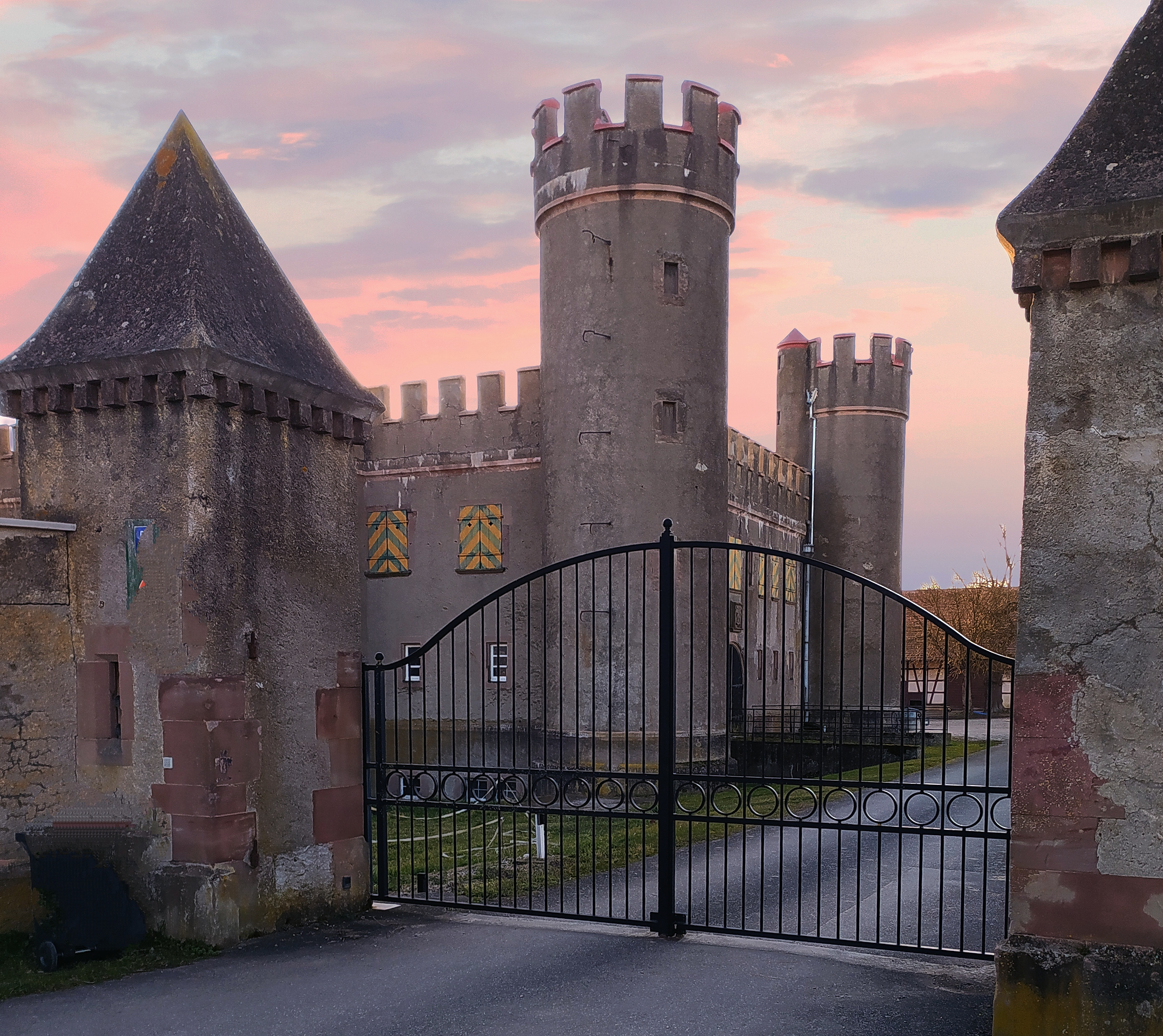
Domaine de Hombourg, Ökonomiegebäude

## Sehenswürdigkeiten
St. Nikolaus-Kirche: Spätbarockbau von 1773.  Früher auch St. Wendelins-Wallfahrt. Barockstatue des Schutzpatrons des Viehs St. Wendelin in der Kirche. Ebenso Sebastiansstatue. Barockaltar. Unter der Kanzel Grabstein des Franz Josef III. von Andlau.
Schloss Hombourg und Schlossgut:  Der jetzige Gebäudekomplex des Golfhotels hat einen Vorläufer, ein vom Mühlhausener Fabrikanten Nicolas Koechlin um 1820 erbauten Jagdpavillon, der wiederum auf ein 1797 geplündertes und abgebranntes Schloss der Herren von Andlau zurückging.  Die Pseudo-Burg an der Straße kaschiert landwirtschaftliche Ökonomiegebäude. Sie wurde vom  Tabakindustriellen Maurice Burrus um 1930 errichtet. Heute im Besitz der Groupe Salpa.

## Bevölkerungsentwicklung
| Jahr      | 1962 | 1968 | 1975 | 1982 | 1990 | 1999 | 2007 | 2019 |
| --------- | ---- | ---- | ---- | ---- | ---- | ---- | ---- | ---- |
| Einwohner | 621  | 695  | 647  | 840  | 798  | 863  | 1009 | 1346 |

## Persönlichkeiten
- Benedikt Anton Friedrich von Andlau-Homburg (1761–1839), Fürstabt von Murbach und Domkapitular in mehreren Diözesen
- Maurice Burrus, einstiger Besitzer der Domaine de Hombourg (1882–1959) war ein elsässischer Unternehmer, Politiker und Philatelist. Als Mäzen finanzierte er u. a. Ausgrabungen in Vaison-la Romaine.